# Hôtel de Mézières

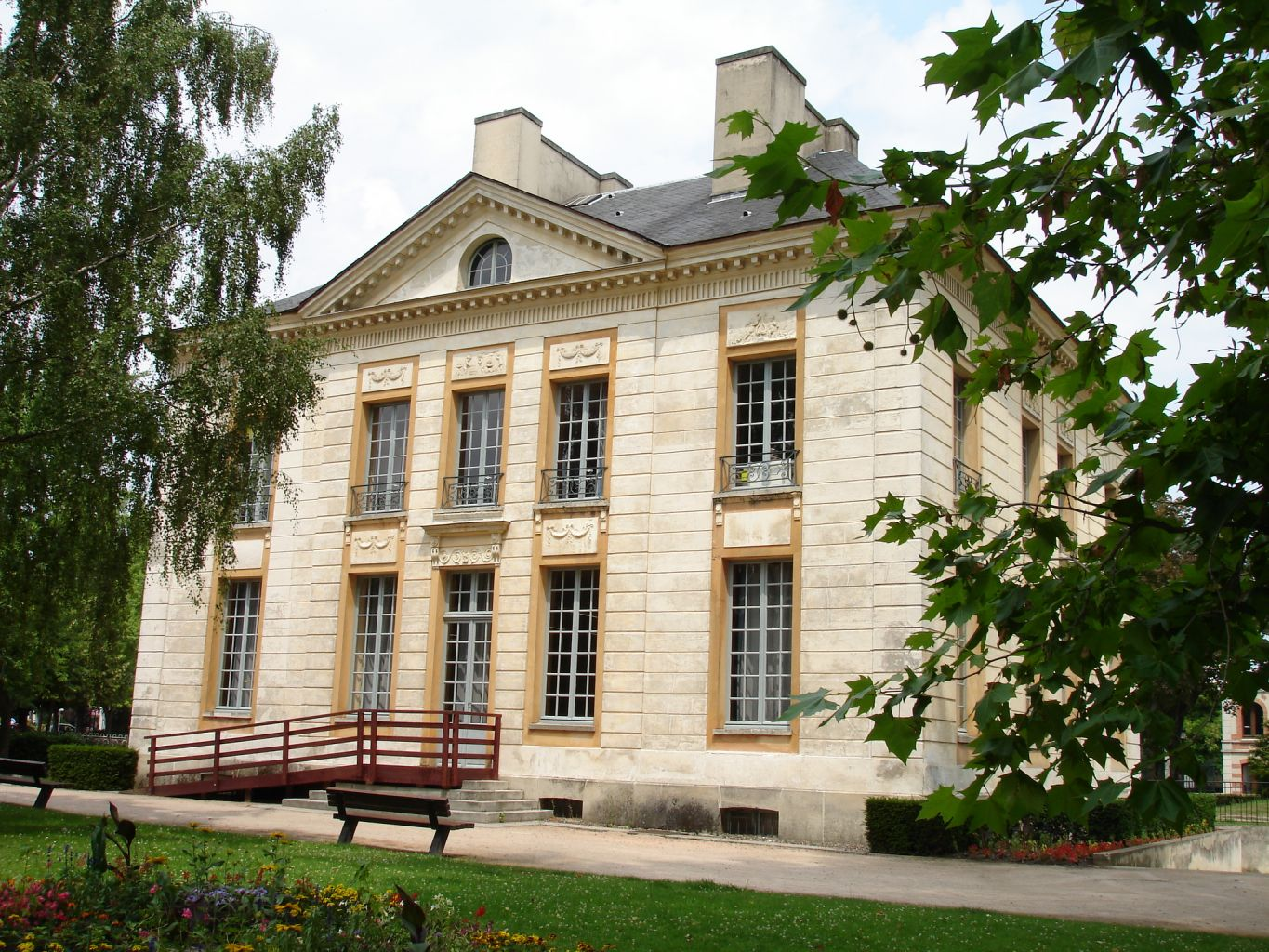
Hôtel de Mézières in Eaubonne

Das Hôtel de Mézières in Eaubonne, einer Gemeinde im Département Val-d’Oise in der französischen Region Île-de-France, wurde um 1762 errichtet. Seit 1976 steht das Hôtel particulier am Cours Albert-Ier als Monument historique auf der Liste der Kulturdenkmäler in Frankreich.
Das Hôtel particulier (Herrenhaus) wurde für den Grundherrn von Eaubonne, Joseph-Florent Le Normand de Mézières, erbaut, der unter dem Ancien Régime mehrere Folies (Landhäuser) errichten ließ. Es wird vermutet, dass möglicherweise der Architekt Claude-Nicolas Ledoux (1736–1806) die Pläne zum Hôtel de Mézières entwarf.
Das Hôtel de Mézières, mit fünf zu vier Fensterachsen, wurde im Stil des Klassizismus erbaut. Es zeichnet sich durch seine einfachen und klaren Formen aus. An der Fassade dienen lediglich Reliefs über den Fenstern als Schmuck. Das Walmdach wird an der Hauptfassade durch einen Dreiecksgiebel mit einem Rundbogenfenster aufgelockert.